# 马植 (唐朝)
马植（？—857年），字存之，唐朝官员，唐宣宗年间为宰相。

## 家世和早期仕途
马植生年不详，扶风人氏，其父为凤州刺史，按《旧唐书》作马曛，按《新唐书》及《旧唐书·严砺传》《新唐书·严砺传》作马勋，和另两位唐朝马姓宰相马燧、马周没有亲戚关系。
马植在唐宪宗元和十四年（819年）进士及第，又通过制策科考试，唐文宗太和二年（828年）闰三月考贤良方正能直言极谏科，及第为第四等，得除官，被任为寿州团练副使，又补为秘书省校书郎，三迁为饶州刺史。任上在城东北四里、北六里分别筑造马塘和土湖。

## 唐文宗年间
开成元年（836年）九月，迁安南都护、御史中丞、安南招讨使。马植不但会写文，还擅长吏术。开成三年（838年），他上奏称由当地部落首领受朝廷委任官职管治的武陆县忠于朝廷，常献良言，请求升级为州，以首领为刺史；文宗准奏。又请求给当管经略押衙兼都知兵马使杜存诚官印。因马植管治良好，九月，首领们羁縻州刺史首领麻光耀等都派子弟来当人质并纳文牒、衣物。四年（839年）二月，马植上奏武陆州管内六州界海北一个废弃的产珍珠的池子也开始重新产珍珠了，这被视为上天的赞许。马植因政绩被用为检校左散骑常侍，加中散大夫，五年（840年）十二月又徙黔中观察使，赴任黔州并题名。

## 唐武宗年间
唐武宗会昌（841年—846年）中，马植被召回长安拜为光禄卿，迁大理卿。但尽管马植有誉望，却不为宰相李德裕所重，故这两个职位都没有大权。马植因此对李德裕生怨。

## 唐宣宗年间
六年（846年），唐武宗崩，叔唐宣宗继位。唐宣宗厌恶李德裕专权，几乎立刻就将其贬出京城，白敏中成为首相。宣宗大中元年（847年）二月，因发生了常被认为是神灵对重罚不悦之兆的旱灾，宣宗命宰相卢商和御史中丞封敖复查长安狱中犯人的案子。卢商和封敖请求减免多人的死刑，但马植反对，上表宣宗称如此宽容会适得其反，招致神灵越发不悦。白敏中常提拔被李德裕薄待的人，因他从中作用，马植的表文获准，卢商遭贬。马植以中散大夫、大理卿被加金紫光禄大夫，任为刑部侍郎、充诸道盐铁转运等使。
九月，与李德裕素来不和的白敏中、令狐綯、崔铉指使前永宁县尉吴汝纳告发先前会昌四年（844年）淮南节度使李绅杀其弟江都县尉吴湘事，大理卿卢言、马植、御史中丞魏扶说：“李绅杀无罪之人，李德裕促成其冤，还为此黜退御史（崔元藻），罔上不道。”于是李德裕被贬为崖州司户参军事。马植又迁户部侍郎。二年（848年）正月，马植在盐铁转运使任上被授同中书门下平章事，为实质宰相，进中书侍郎，兼礼部尚书。李商隐曾为湖南观察使李回作《为湖南座主陇西公贺马相公登庸启》。马植官至正议大夫、守中书侍郎、同平章事、集贤殿大学士、赐紫金鱼袋。奏授西川记室杨收为渭南尉，充集贤校理，改监察御史，杨收说次兄杨假尚在侯府为从事，不忍此时做御史，马植很赞赏，于是杨收重回西川，马植改用杨收的弟弟杨严为渭南尉、集贤校理以代。马植在宰相任上和宣宗信任的宦官神策军左军中尉马元贽亲近，结为同姓宗亲。四年（850年），宣宗赐马元贽通天犀带，马元贽送给马植。四月，一次，马植穿着宝带上朝，宣宗认出，当即讯问之。马植脸色变了，不敢隐瞒，宣宗不悦其与马元贽亲近，次日即罢其相位，改检校礼部尚书、天平军节度使。马植被贬后，宣宗又逮捕讯问马植亲吏董侔，董侔供出更多马植和马元贽交往的细节，宣宗再贬马植为常州刺史。五年（851年）白敏中罢相后，马植亦被罢为太子宾客，分司东都洛阳。
九年（855年），又被起用为许州刺史、检校刑部尚书、忠武军节度观察等使，辟进士柳璧为掌书记。十一年（857年）四月前，迁汴州刺史、宣武军节度观察等使，柳璧亦随之，为管书记。当年八月前，马植卒于任上。
曾任洺州刺史的刘轲有《与马植书》。

## 轶闻
《东观奏记》记载两件事：
杜悰显贵已久，门下有术士李（失名），杜悰待之厚。杜悰任西川节度使，正值马植被罢免黔中观察使赴阙，到西川，术士一见，对杜悰说：“受相公恩，久思报答，今有所报了！黔中马中丞，不是常人，相公当厚遇之。”杜悰不信。术士一日密语杜悰说：“相公将有甚祸，非马中丞不能救！”杜悰才惊信。于是以厚币赠术士，令邸吏为马植在长安买房，给其买齐了生活用品。马植至阙，感激杜悰，却不知杜悰这么做的用意。不久马植除光禄卿，消息传到西川，杜悰对术士说：“贵人至阙，做光禄卿了！”术士说：“姑待之。”马植又稍进大理卿，又迁刑部侍郎，充诸道盐铁使，杜悰开始惊忧；不久马植拜相。杜悰岳母懿安皇太后崩后，突然有一天，有人弹劾杜悰行先前伏诛宰相元载故事。马植得知后，次日在延英殿前对宣宗开解，他素来学识广博，能使宣宗回心转意，这事就作罢了。《唐语林》卷六也有类似记载。郁贤皓《唐刺史考全编》引此认为马植被召还约在会昌六年（846年）。但据《资治通鉴考异》，杜悰任西川节度使是在大中二年（848年）二月，其时马植已回朝为官。未详孰是。
侍御史冯缄与三院退朝入行台，路遇集贤校理杨收，杨收不让路。时冯缄为朝长，将杨收的仆人拉到行台中笞责。时马植为集贤大学士，奏称：“唐玄宗开元年间，幸丽正殿赐酒，大学士张说、学士副知院事徐坚以下十八人，不知谁该先举酒。张说说：『学士以德行相先，不是员吏。』于是十八尊爵一齐举。今冯缄笞责杨收仆人，如同笞责我马植的仆隶一般，乞求罢黜他！”御史中丞令狐绹又引故事论救之，于是宣宗一并赦免冯缄、杨收，并从此下令：三馆学士不需要避让行台大臣。

## 作品
唐顺宗谥册文

## 评价
- 砺波护认为马植是牛党。[31]

## 子孙
- 马郁
  - 马俦，字后已

### 后裔
- 馬成中
- 馬光佑
- 馬立安
- 馬鹤凌
- 馬以南
- 馬乃西
- 馬冰如
- 馬莉君
- 馬英九
- 馬唯中
- 馬元中